# Xenohammus lumawigi
Xenohammus lumawigi är en skalbaggsart som beskrevs av Stefan von Breuning 1980. Xenohammus lumawigi ingår i släktet Xenohammus och familjen långhorningar.
Artens utbredningsområde är Filippinerna. Inga underarter finns listade i Catalogue of Life.